# Ишидейское муниципальное образование
Ишидейское муниципальное образование — сельское поселение в Тулунском районе Иркутской области России. Административный центр — посёлок Ишидей.

## Демография
| 2010 | 2011 | 2012 | 2013 | 2014 | 2015 | 2016 |
| ---- | ---- | ---- | ---- | ---- | ---- | ---- |
| 369  | ↘368 | ↘366 | ↗370 | ↘367 | ↘359 | ↘354 |
| 2017 |      |      |      |      |      |      |
| ↘345 |      |      |      |      |      |      |

По результатам Всероссийской переписи населения 2010 года
численность населения муниципального образования составила 369 человек, в том числе 178 мужчин и 191 женщина.

## Населенные пункты
В состав муниципального образования входят населённые пункты
- Ишидей[11]